# 1996년
1996년은 월요일로 시작하는 윤년이다.

## 사건
- 1월 8일 - 1996년 에어아프리카 충돌 사고가 발생되었다.
- 1월 28일
  - 서울지방검찰청, 전 프로권투 동양챔피언 포함된 무허가 슬롯머신 업소 소유주 10명 구속.
  - 노르웨이 유조선 토리노호, 탱크 파손으로 경상남도 통영 앞바다에 기름 유출.
- 2월 11일 - 아관파천 100주년.
- 2월 14일 - 중화인민공화국에서 창정 3호 참사가 발생하다. 공식 발표에 따르면 6명 사망, 57명 부상.
- 2월 29일 - 페루의 포셋 항공(Faucett Airlines) 251편이 안데스산맥에 충돌, 123 명의 승객과 승무원이 사망하다.
- 3월 23일 - 리덩후이가 대만 최초의 중화 민국 총통 직접 선거로 당선되었다.
- 4월 11일 - 대한민국 15대 총선이 실시되다.
- 5월 29일 - 대한민국 제14대 국회 임기 종료.
- 6월 4일 - 첫 번째 아리안 5가 발사 37초만에 컴퓨터 오류로 인해 폭발함.
- 5월 30일 - 대한민국 제15대 국회 임기 시작.
- 7월 5일 - 최초의 복제 포유류인 양 돌리가 태어나다.
- 7월 17일 - 트랜스월드 항공 800편 추락 사고로 탑승객 230명 전원 사망.
- 8월 13일 - 한총련이 연세대학교를 점거하여 시위를 벌이다.
- 8월 23일 - 대한민국과 엘살바도르, 비자면제협정 체결.
- 8월 24일 - 윈도우 NT 4.0 영어판이 최초로 출시되다.
- 8월 26일 - 서울지방법원이 전두환, 노태우 두 전직대통령에게 반란·내란수괴죄 등으로 사형과 무기징역을 선고하다.
- 8월 28일 - 영국 왕세자 찰스와 웨일스 공작 부인 다이애나 이혼.
- 9월 1일 - 일본 해상자위대 소속 군함 2척, 제2차 세계 대전 종전 후 처음으로 부산에 입항.
- 9월 10일 - 유엔 총회에서 모든 형태의 핵실험 금지를 목표로 한 포괄적 핵 실험 금지 조약(CTBT)안 가결.
- 9월 11일 - 서울 평화상 문화재단 , 제3회 서울평화상 수상자로 국경없는 의사회를 선정.
- 9월 18일 - 강원도 강릉지역 무장공비 침투사건이 일어나다(소탕작전은 11월 7일까지 계속).
- 9월 21일 - 국제원자력기구(IAEA), 연례총회서 조선민주주의인민공화국에 IAEA의 전면 핵사찰 수용 촉구 결의문 채택.
- 9월 24일 - 미국 연방 수사국(FBI), 한국계 미 해군정보장교 로버트 김 기밀유출혐의로 체포.
- 10월 1일 - 러시아 블라디보스토크 주재 최덕근 영사, 괴한에 피습 사망.
- 10월 2일 - 페루항공 603편 추락 사고 발생.
- 10월 4일 - 대한민국 헌법재판소가 사전심의제를 규정한 영화법 조항에 대해 헌법이 금지한 검열에 해당하여 위헌이라고 결정하였다.
- 10월 23일 - 대한민국, 백범 김구 선생을 암살한 용의자 안두희를 박기서가 살해한 사건이 발생하다.
- 11월 16일 - 단란주점 여주인 김경숙(당시 43세)을 납치한 후 경기도 화성에 위치해있는 화염전 창고에 생매장한 혐의로 두목인 최정수(당시 21세)와 정진영, 박지원 등 막가파 일당 9명 전원이 검거되었다.
- 11월 5일 - 미국 대선이 치러져 빌 클린턴이 재선하다.
- 11월 12일 - 차르키다드리 상공 공중 충돌로 탑승객 349명 전원 사망.
- 11월 18일 - 채널 터널 내에서 화재가 발생하다.
- 11월 29일 - 대한민국 남성그룹 터보가 2집발매후 급작스런 인기를 이용한 기획사의 횡포로 잠적한 사건이 발생해 검찰이 나서서 연예기획사 횡포를 조사하는 사건이 일어나다.
- 12월 - 노동법 개정으로 인한 반발로 노개투 파업 발생. 병원 노조들과 서울특별시지하철공사노동조합(이하 서울지하철노동조합), 현대자동차 노조 등 양대노총 연대파업 발생으로 전체 산업이 마비되는 사건이 발생하다.
- 12월 12일 - 아가동산 사건에 관련된 해당 조직의 간부들이 구속되었다.
- 12월 16일 - 대구 우방랜드에서 대구문화방송 별이 빛나는 밤에 공개방송을 보러 갔던 여고생 2명이 압사 사고로 사망했다.

## 문화
- 1월 8일 - 명탐정 코난의 방영이 시작되다.
- 1월 14일 - 대한민국의 통신위성 무궁화 2호가 미국 케이프커네버럴 공군기지에서 발사되다.
- 1월 30일 - 수도권 전철 3호선 연장 구간(지축 ~ 대화, 일산선)이 개통되었다.
- 1월 31일 - 서태지와 아이들이 해체를 선언하다.
- 2월 6일 -  현대자동차에서 현대 쏘나타3를 출시하다.
- 2월 16일 - 철권 3가 발매되었다.
- 2월 27일 - 포켓몬스터 레드·그린이 발매되었다.
- 2월 29일 - 서울 지하철 2호선 신정지선 양천구청역 ~ 신정네거리역 구간이 개통되었다.
- 3월 1일
  - 용인시, 양산시, 파주시 등이 신설되다.
  - 일제강점기 1941년부터 사용되었던 국민학교의 명칭이 초등학교로 변경되었다.
- 3월 2일 - 안도현의 『연어』 출간되다.
- 3월 4일
  - KBS 1TV, KBS 2TV, MBC TV, SBS TV 오전 방송시간을 '06시부터 10시까지'에서 '06시부터 12시까지'로 2시간 연장/변경되었다.
  - MBC TV에서 몬타나존스를 방영을 하다.
- 3월 16일 - 창원극동방송이 개국하였다.(주파수 FM 98.1MHz) (호출부호 및 출력 : HLDD 3KW)
- 3월 20일
  - 서울 지하철 5호선 강서구간(방화 ~ 까치산, 마곡역 제외)이 개통되었다.
  - 서울 지하철 2호선 신정지선 신정네거리역 ~ 까치산역 개통되었다.
- 3월 27일 - 일본에서 웨딩피치를 종영을 하다.
- 3월 30일 - 서울 지하철 5호선 마천지선(강동 ~ 마천) 구간이 개통되었다.
- 4월 6일 - 메이저 리그 사커의 첫 시즌이 시작되었다.
- 4월 6일 - 하계올림픽 100주년.
- 4월 7일 - 대한민국 최초의 메이저리거 박찬호가 미국 프로 야구 시카고 커브스와의 경기에서 4이닝 무실점으로 한국인 최초의 메이저 리그 승리 투수가 되다.
- 4월 26일 - 현대자동차에서 티뷰론을 출시하다.
- 5월 4일 - 경기도 고양시 일산 호수공원 개장.
- 5월 6일 - 현대자동차에서 다이너스티를 출시하다.
- 5월 31일 - 2002년 FIFA 월드컵 개최지가  대한민국과  일본이 공동개최지로 선정되다.
- 6월 2일 - 광주가톨릭평화방송 FM 라디오 방송 개국.
- 7월 1일 - KBS위성 1TV와 KBS위성 2TV 개국.
- 7월 19일~8월 4일 -  미국 애틀랜타에서 1996년 하계 올림픽이 개최되었다.
- 7월 21일 - 애틀랜타 올림픽의 남자 축구 조별 리그 D조 1전에서 U-23일본 대표가 U-23브라질 대표를 격파되었다.
- 8월 4일 - 애틀랜타 올림픽 폐막. 대한민국 종합 10위 기록.
- 8월 8일 - MBC TV에서 요술천사 피치를 방영을 하다.
- 8월 12일 - 서울 지하철 5호선 영등포구간(까치산~여의도)이 개통되었다.
- 9월 2일 - 대한민국의 방송대학TV 개국.
- 9월 7일 -  대한민국의 아이돌그룹 H.O.T.가 데뷔를 했다.
- 9월 9일 - 대구가톨릭평화방송 FM 라디오 방송 개국.
- 9월 13일 - 제1회 부산국제영화제(PIFF)가 개막되다.
- 10월 10일 - MBC TV에서 요술천사 피치를 종영을 하다.
- 10월 11일
  -  대한민국, 경제협력개발기구(OECD) 29번째 회원국으로 가입.
  - 서울 지하철 7호선 장암 ~ 건대입구 구간이 개통되었다.
- 10월 17일 - SBS 프로덕션 김지호의 춤추는 동요나라가 출시되다.
- 10월 23일 - KBO 리그 한국시리즈 6차전에서 해태 타이거즈가 현대 유니콘스를 5대 2로 꺾고 시리즈 전적 4승 2패로 1993년 이후 3년만에 통산 8번째 우승을 달성하였다.
- 11월 8일 - MBC TV에서 엄기영 앵커, MBC 뉴스데스크 마지막 방송. (첫번째)
- 11월 11일 - 대구불교방송 4번째 개국.
- 11월 13일 - 대한민국, 1997학년도 대학수학능력시험을 실시하다.
- 11월 14일 - SBS 파워FM 개국.
- 11월 16일 - 대우자동차(한국GM의 전신)에서 라노스를 출시하다.
- 11월 22일 - 대한민국의 남자프로농구를 운영하게 될 KBL 한국농구연맹이 설립되다.
- 11월 23일
  - 서울 지하철 8호선 잠실 ~ 모란 구간이 개통되었다.
  - 분당선 복정역이 환승역으로 개통되었다.
- 12월 14일 - 마리오 카트 64가 출시되다.
- 12월 30일 - 서울 지하철 5호선 도심구간(여의도 ~ 왕십리)이 개통됨에 따라 완전 개통되었다.
- 12월 31일
  - 당산철교 철거가 시작되다.
  - 디아블로가 출시되었다.

## 탄생

### 1월
- 1월 1일
  - 중국의 가수 쿤 (NCT).
  - 일본의 배우 미즈이시 아토무.
- 1월 2일
  - 대한민국의 가수, 래퍼 올티.
  - 대한민국의 야구 선수 김재열.
- 1월 3일
  - 대한민국의 배우 설인아.
  - 대한민국의 가수 지헤라.
  - 영국의 배우 플로렌스 퓨.
- 1월 4일
  - 대한민국의 가수 조연호.
  - 이탈리아의 테니스 선수 자스민 파올리니.
- 1월 5일
  - 프랑스의 유도 선수 뤼카 므케이제.
  - 대한민국의 골프 선수 안나린.
- 1월 6일
  - 대한민국의 가수 우지윤 (볼빨간사춘기).
  - 대한민국의 래퍼 KING SOUTH G.
- 1월 7일
  - 중화인민공화국의 바둑 기사 판윈뤄. (~2020년)
  - 대한민국의 배우 박소은.
- 1월 8일
  - 대한민국의 가수 김수영.
  - 대한민국의 축구 선수 이건.
  - 일본의 아이돌 시노자키 아야나. (AKB48)
- 1월 9일
  - 대한민국의 기상캐스터 김규리.
  - 대한민국의 골프 선수 박결.
  - 대한민국의 가수 장한나.
  - 대한민국의 배우 김창호.
- 1월 10일
  - 대한민국의 가수 해윤 (체리블렛).
  - 일본의 배우 하시모토 아이.
- 1월 11일 - 독일의 축구 선수 리로이 자네.
- 1월 12일
  - 대한민국의 가수 혜빈 (모모랜드).
  - 대한민국의 야구 선수 신민재.
  - 대한민국의 유도 선수 정예린.
  - 대한민국의 유도 선수 이혜경.
  - 대한민국의 축구 선수 김민준.
  - 일본의 배우 하시모토 아이.
  - 일본의 아이돌 타케우치 미유. (AKB48)
- 1월 13일 - 대한민국의 배우 공유림.
- 1월 14일 - 대한민국의 배우 주현영.
- 1월 15일
  - 대한민국의 바둑 기사 김채영.
  - 미국의 배우, 가수 도브 캐머런.
- 1월 16일
  - 대한민국의 가수 제니 (블랙핑크).
  - 대한민국의 만화가 박지.
- 1월 17일
  - 핀란드의 지휘자, 첼리스트 클라우스 메켈레.
  - 대한민국의 가수 다즈비.
- 1월 18일
  - 대한민국의 가수 화수.
  - 크로아티아의 축구 선수 이보 그르비치.
- 1월 19일 - 대한민국의 배우 박정우.
- 1월 20일 - 대한민국의 배우 양혜지.
- 1월 21일
  - 대한민국의 유도 선수 박다솔.
  - 스페인의 축구 선수 마르코 아센시오.
  - 대한민국의 래퍼 던말릭.
  - 대한민국의 리그 오브 레전드 프로게이머 캔디.
  - 대한민국의 야구 선수 신민재.
- 1월 22일
  - 대한민국의 뮤지컬 배우 김신비.
  - 대한민국의 배우 전 가수 이태빈 (마이틴).
  - 일본의 성우 타나카 미나미.
  - 일본의 아이돌 사사키 쿠미.
  - 잉글랜드의 축구 선수 앵거스 건.
- 1월 23일
  - 브라질의 축구 선수 아우루 아우바루 다 크루스 주니오르.
  - 잉글랜드의 축구 선수 루빈 로프터스치크.
- 1월 24일
  - 대한민국의 배우 이주안.
  - 대한민국의 배우 민채은.
- 1월 25일
  - 대한민국의 가수 승희 (오마이걸).
  - 대한민국의 배우 정혜린.
  - 스페인의 말리계 축구 선수 아다마 트라오레 디아라.
- 1월 26일
  - 대한민국의 래퍼 아이엠 (몬스타엑스).
  - 대한민국의 축구 선수 황희찬.
  - 대한민국의 바둑 기사 김진휘.
  - 대한민국의 리그 오브 레전드 프로게이머 이준용.
- 1월 27일 - 대한민국의 가수 제이유나.
- 1월 28일 - 일본의 레슬링 선수 히구치 레이.
- 1월 29일 - 대한민국의 야구 선수 박정수.
- 1월 30일 - 파나마의 축구 선수 아리엘 후라도.
- 1월 31일 - 미국의 배우 조엘 코트니.

### 2월
- 2월 1일
  - 대한민국의 가수 도영 (NCT).
  - 대한민국의 가수 기련.
- 2월 2일
  - 대한민국의 가수 유명한 아이.
  - 아일랜드의 배우 폴 메스칼.
  - 잉글랜드의 축구 선수 해리 윙크스.
- 2월 3일 - 대한민국의 가수 승민. (해시태그)
- 2월 4일 - 대한민국의 바둑 기사 문종호.
- 2월 5일
  - 대한민국의 배우 박건우.
  - 스웨덴의 축구 선수 스티나 블락스테니우스.
  - 잉글랜드의 축구 선수 라이언 시거.
- 2월 6일
  - 대한민국의 모델 서윤지.
  - 대한민국의 가수 비디오.
- 2월 7일
  - 대한민국의 리그 오브 레전드 프로게이머 내현.
  - 대한민국의 암벽등반 선수 천종원.
  - 일본의 성우, 배우 이나미 안주.
  - 일본의 배우 하기와라 마이.
  - 프랑스의 펜싱 선수 마농 브뤼네.
  - 독일의 배우 루비 O. 피.
- 2월 8일 - 대한민국의 가수 송예린.
- 2월 9일
  - 대한민국의 가수 청하.
  - 미국의 배우 지미 베넷.
  - 오스트레일리아의 양궁 선수 앨릭 포츠.
- 2월 10일
  - 대한민국의 야구 선수 황대인.
  - 이라크의 축구 선수 후맘 타리크.
- 2월 11일
  - 독일의 축구 선수 조나탕 타.
  - 우루과이의 축구 선수 루카스 토레이라.
  - 러시아의 테니스 선수 다닐 메드베데프.
  - 일본의 아이돌 키자키 유리아. (AKB48)
- 2월 12일
  - 대한민국의 가수 김아영.
  - 대한민국의 안무가, 댄서 Noze.
- 2월 13일 - 대한민국의 가수 노이.
- 2월 14일
  - 대한민국의 배우 홍경.
  - 브라질의 축구 선수 루카스 에르난데스.
  - 대한민국의 골프 선수 최나연.
- 2월 15일
  - 세르비아의 축구 선수 네마냐 라도니치.
  - 대한민국의 농구 선수 김국찬.
- 2월 16일
  - 대한민국의 배우 이열음.
  - 일본의 배우 코마츠 나나.
- 2월 17일
  - 대한민국의 축구 선수 유진석.
  - 미국의 배우 사샤 피에터스.
- 2월 18일 - 일본의 성우 카와이다 나츠미.
- 2월 19일
  - 대한민국의 축구 선수 김재철.
  - 대한민국의 가수 최석원.
- 2월 20일
  - 일본의 가수 이토 마리카.
  - 대한민국의 배우 연수진.
- 2월 21일
  - 영국의 배우 소피 터너.
  - 대한민국의 전 배우 조시윤.
- 2월 22일 - 대한민국의 가수, 작곡가 이화섭.
- 2월 23일 - 대한민국의 스타크래프트 프로게이머 조지현.
- 2월 24일 - 대한민국의 가수 홈존.
- 2월 25일 - 대한민국의 리그 오브 레전드 프로게이머 플라이.
- 2월 26일 - 일본의 유도 선수 애런 울프.
- 2월 27일
  - 태국의 가수 텐 (NCT).
  - 대한민국의 뮤지컬 배우 박소현.
  - 대한민국의 가수 준.
  - 대한민국의 기타 연주가 거누.
  - 대한민국의 배우 신수현.
- 2월 28일
  - 대한민국의 피아니스트 이경아.
  - 노르웨이의 육상 선수 카르스텐 바르홀름.
- 2월 29일
  - 일본의 축구 선수 다카하시 소야.
  - 대한민국의 골프 선수 정지민.

### 3월
- 3월 1일 - 대한민국의 가수 별은.
- 3월 2일
  - 중국의 가수 용국.
  - 대한민국의 배우, 모델 김영대.
- 3월 3일
  - 대한민국의 치어리더 김유나.
  - 대한민국의 MBN 아나운서 한혜원.
  - 아르헨티나의 축구 선수 알다나 코메티.
- 3월 4일
  - 대한민국의 가수 홀랜드.
  - 독일의 프리스타일 스키 선수 다니엘라 마이어.
  - 파라과이의 축구 선수 안토니오 사나브리아.
- 3월 5일
  - 미국의 모델 테일러 힐.
  - 잉글랜드의 싱어송라이터 리틀 니키.
- 3월 6일
  - 독일의 축구 선수 티모 베르너.
  - 일본의 성우 혼도 카에데.
  - 대한민국의 가수 신지민.
- 3월 8일 - 대한민국의 아나운서 신재은.
- 3월 9일
  - 대한민국의 가수 릴파.
  - 일본 태생 대한민국의 권투 선수 이건태.
  - 폴란드의 육상 선수 마리아 안드레이치크.
- 3월 10일 - 대한민국의 배우 조정은.
- 3월 11일 - 대한민국의 농구 선수 변준형.
- 3월 12일 - 기니의 축구 선수 세루 기라시.
- 3월 14일
  - 대한민국의 트위치 스트리머, 유튜버 빛베리.
  - 대한민국의 가수 송민준.
  - 중화민국의 바둑 기사 왕위안쥔.
- 3월 15일
  - 대한민국의 기자 김민준.
  - 대한민국의 모델 신현지.
  - 대한민국의 래퍼 진진 (아스트로).
  - 프랑스의 펜싱 선수 막시밀리앵 샤스타네.
- 3월 16일 - 대한민국의 가수 차도현.
- 3월 17일 - 잉글랜드의 축구 선수 브렌던 갤러웨이.
- 3월 18일
  - 대한민국의 가수 강빈.
  - 대한민국의 가수 이엘. (스피넬)
- 3월 19일 - 대한민국의 가수 윤성.
- 3월 20일
  - 대한민국의 배우 임성균.
  - 대한민국의 래퍼 쿨키드.
- 3월 21일
  - 대한민국의 배우 한지현.
  - 대한민국의 가수, 축구 선수 전종혁.
- 3월 22일 - 대한민국의 배우 강채영.
- 3월 23일 - 대한민국의 농구 선수 진안.
- 3월 24일
  - 대한민국의 가수 차희.
  - 대한민국의 가수 케이 헌터.
  - 대한민국의 배틀그라운드 프로게이머 피오.
  - 일본의 아이돌 모리카와 아야카. (AKB48)
- 3월 25일 - 대한민국의 가수 다람.
- 3월 26일 - 대한민국의 야구 선수 이정용.
- 3월 27일
  - 대한민국의 가수 여원 (펜타곤).
  - 대한민국의 가수 박성준.
- 3월 28일 - 프랑스의 축구 선수 뱅자맹 파바르.
- 3월 29일 - 대한민국의 정치인 박지현.
- 3월 30일
  - 대한민국의 축구 선수 우예찬.
  - 일본의 가수 미치.
- 3월 31일 - 대한민국의 야구 선수 김태훈.

### 4월
- 4월 1일
  - 대한민국의 배우 강해림.
  - 대한민국의 축구 선수 임은수.
  - 대한민국의 화가 육준서
- 4월 2일
  - 대한민국의 동양화가 김지영.
  - 대한민국의 가수 우디 고차일드.
  - 대한민국의 아나운서 정은혜.
  - 미국의 컨트리 싱어송라이터 록 음악가 잭 브라이언.
  - 카메룬의 축구 선수 안드레 오나나.
- 4월 3일
  - 대한민국의 가수 서석진 (엔쿠스).
  - 스페인의 축구 선수 파비안 루이스.
  - 중화민국의 체조 선수 리즈카이.
  - 독일의 배우 밀레나 차른트케.
- 4월 4일
  - 대한민국의 배우 승유.
  - 대한민국의 축구 선수 최병찬.
- 4월 5일
  - 대한민국의 축구 선수 김준형.
  - 대한민국의 육상 선수 김민지.
- 4월 6일
  - 대한민국의 가수, 작곡가 주니.
  - 미국의 육상 선수 셸비 매큐언.
- 4월 7일
  - 대한민국의 야구 선수 박효준.
  - 대한민국의 야구 선수 남경호.
- 4월 8일 - 대한민국의 가수 제이민.
- 4월 9일
  - 대한민국의 가수 민서.
  - 대한민국의 가수 서동성.
  - 아르헨티나의 축구 선수 조바니 로 셀소.
- 4월 10일
  - 일본의 성우 쿠로사와 토모요.
  - 덴마크의 축구 선수 안드레아스 크리스텐센.
- 4월 11일
  - 대한민국의 축구 선수 김혜성.
  - 대한민국의 가수 소영.
  - 잉글랜드의 축구 선수 델레 알리.
- 4월 12일
  - 폴란드의 축구 선수 얀 베드나레크.
  - 대한민국의 모델 이다현.
- 4월 13일 - 대한민국의 가수, 기타리스트 박준성.
- 4월 14일
  - 대한민국의 가수 조현 (베리굿).
  - 미국의 배우 애비게일 브레슬린.
- 4월 15일
  - 일본의 유도 선수 나가야마 류주.
  - 대한민국의 영화배우 전지연.
- 4월 16일
  - 중국의 배우 린윈.
  - 영국, 아르헨티나의 배우 안야 테일러조이.
  - 일본의 배우 이케다 엘라이자.
  - 대한민국의 축구 선수 조민준.
- 4월 18일
  - 대한민국의 야구 선수 김만수.
  - 네덜란드의 축구 선수 덴젤 둠프리스.
  - 대한민국의 야구 선수 전상현.
- 4월 20일 - 대한민국의 스타크래프트 프로게이머 유상호.
- 4월 21일 - 대한민국의 배우 최경민.
- 4월 22일
  - 대한민국의 배우 고윤정.
  - 대한민국의 아나운서 허유원.
  - 러시아의 유도 선수 타메를란 바샤예프.
  - 대한민국의 아나운서 이나연.
- 4월 23일
  - 대한민국의 배우 조병규.
  - 대한민국의 육상 선수 우상혁.
- 4월 24일 - 대한민국의 가수 세빈 (스누퍼, OMEGA X).
- 4월 25일 - 일본의 성우 마에다 카오리.
- 4월 26일
  - 대한민국의 유튜버 탱글다희.
  - 중화인민공화국의 바둑 기사 퉁멍청.
- 4월 27일 - 대한민국의 바둑 기사 이창석.
- 4월 28일 - 대한민국의 가수 하예지.
- 4월 29일
  - 오스트레일리아의 배우 캐서린 랭퍼드.
  - 대한민국의 스타크래프트 프로게이머 박진혁.
- 4월 30일 - 대한민국의 기상 캐스터 오요안나.

### 5월
- 5월 1일 - 라오스의 유도 선수 숙팍사이 시띠사네.
- 5월 2일
  - 독일의 축구 선수 율리안 브란트.
  - 대한민국의 뮤지컬 배우 이지민.
  - 태국의 가수 츠쁘랑 아리꾼.
  - 대한민국의 배우 엄지윤.
- 5월 3일
  - 나이지리아의 축구 선수 앨릭스 이워비.
  - 대한민국의 축구 선수 김현중.
  - 미국의 배우 노아 멍크.
- 5월 4일 - 대한민국의 가수 임세준.
- 5월 5일 - 대한민국의 축구 선수 김보성.
- 5월 6일
  - 대한민국의 리그 오브 레전드 프로게이머 은종섭.
  - 대한민국의 야구 선수 류재인.
- 5월 7일 - 대한민국의 리그 오브 레전드 프로게이머 페이커.
- 5월 8일 - 대한민국의 가수, 배우 우제연.
- 5월 9일
  - 미국의 배우 노아 센티네오.
  - 대한민국의 스타크래프트 프로게이머 강민수.
- 5월 10일
  - 대한민국의 리그 오브 레전드 프로게이머 지수.
  - 대한민국의 야구 선수 박세웅.
  - 대한민국의 SBS 기상 캐스터 박세림.
  - 아르헨티나의 축구 선수 루카스 마르티네스 콰르타.
  - 일본의 가수 무카이다 마나츠.
- 5월 11일 - 일본의 배우 미야타케 미오.
- 5월 12일
  - 대한민국의 가수 바오.
  - 대한민국의 가수 보미. (걸크러쉬)
- 5월 14일
  - 네덜란드의 전자 음악가 마틴 게릭스.
  - 대한민국의 래퍼 미란이.
  - 일본의 배우 나이토 슈이치로.
  - 대한민국의 축구 선수 박성우.
- 5월 15일 - 잉글랜드의 가수 버디.
- 5월 16일 - 대한민국의 가수 강시원.
- 5월 17일
  - 미국의 배우 라이언 오초아.
  - 독일의 유도 선수 아나마리아 바그너.
  - 대한민국의 가수 정승환.
- 5월 18일
  - 미국의 배우 바이올렛 빈.
  - 대한민국의 리그 오브 레전드 프로게이머 뱅.
- 5월 19일
  - 대한민국의 가수 고결 (업텐션).
  - 대한민국의 테니스 선수 정현.
- 5월 20일
  - 대한민국의 바둑 기사 오장욱.
  - 대한민국의 배우 이이담.
- 5월 21일
  - 대한민국의 배우, 모델 이상헌.
  - 일본의 배구 선수 코가 사리나.
- 5월 22일 - 대한민국의 가수 쥬피.
- 5월 23일
  - 튀르키예의 축구 선수 찰라르 쇠윈쥐.
  - 대한민국의 유튜버 히밥.
- 5월 24일 - 대한민국의 온라인콘텐츠창작자 초마드.
- 5월 25일 - 대한민국의 가수 리엡.
- 5월 26일 - 슬로바키아의 축구 선수 루카시 하라슬린.
- 5월 27일
  - 대한민국의 가수 김재환.
  - 일본의 아이돌 이시다 안나.
- 5월 28일 - 대한민국의 골프 선수 이정은.
- 5월 29일
  - 대한민국의 전직 리그 오브 레전드 프로게이머 스위프트.
  - 중국의 쇼트트랙 선수 임효준.
  - 중화인민공화국의 쇼트트랙 선수 린샤오쥔.
- 5월 30일 - 러시아의 축구 선수 알렉산드르 골로빈.
- 5월 31일
  - 대한민국의 골프 선수 장승보.
  - 일본의 배우 타카다 카호.
  - 미국의 가수 노르마니.
  - 대한민국의 가수 로아.

### 6월
- 6월 1일 - 영국의 배우 톰 홀랜드.
- 6월 2일 - 오스트레일리아의 육상 선수 매슈 데니.
- 6월 3일
  - 독일의 축구 선수 루카스 클로스테르만.
  - 대한민국의 농구 선수 전현우.
- 6월 4일
  - 대한민국의 전 가수, 배우 유나결.
  - 불가리아의 배우 마리야 바칼로바.
- 6월 5일 - 대한민국의 축구 선수 김용준.
- 6월 6일 - 태국의 배우 차논 산티네톤쿨.
- 6월 7일
  - 일본의 가수, 싱어송라이터 사유리. (~2024년)
  - 대한민국의 가수 서호.
- 6월 8일
  - 대한민국의 래퍼 이진혁 (업텐션).
  - 대한민국의 양궁 선수 강채영.
  - 대한민국의 가수 재민.
- 6월 9일 - 대한민국의 가수, 래퍼 아우릴고트.
- 6월 10일 - 중국의 가수 준 (세븐틴).
- 6월 11일
  - 대한민국의 야구 선수 김민수.
  - 일본의 배우 제시.
- 6월 12일
  - 대한민국의 가수 JIN (러블리즈).
  - 콜롬비아의 축구 선수 다빈손 산체스.
  - 미국의 가수 애나 마거릿.
- 6월 13일
  - 대한민국의 배우, 전 태권도 선수 강설.
  - 오스트레일리아의 배우 코디 스밋맥피.
  - 프랑스의 축구 선수 킹슬레 코망.
- 6월 14일
  - 대한민국의 가수 유나.
  - 중화인민공화국의 바둑 기사 가오싱.
- 6월 15일
  - 노르웨이의 싱어송라이터 오로라.
  - 대한민국의 가수 호시 (세븐틴).
  - 대한민국의 싱어송라이터 김뜻돌.
- 6월 16일
  - 대한민국의 아나운서 강다은.
  - 일본의 배우 사토 칸타.
- 6월 17일
  - 대한민국의 배우 최성은.
  - 대한민국의 가수 옐로.
- 6월 18일
  - 일본의 배우 미요시 아야카.
  - 대한민국의 전 야구 선수 문석종.
  - 대한민국의 바둑 기사 김민석.
- 6월 19일
  - 대한민국의 가수, 배우 임도화 (AOA).
  - 대한민국의 야구 선수 박주현.
- 6월 20일 - 대한민국의 인터넷 방송인 너불.
- 6월 21일 - 대한민국의 농구 선수 박준영.
- 6월 22일
  - 대한민국의 쇼트트랙 선수 공상정.
  - 스페인의 축구 선수 로드리 에르난데스.
- 6월 24일
  - 영국의 배우 해리스 디킨슨.
  - 대한민국의 가수 정진우.
  - 일본의 축구 선수 사카모토 마사키.
- 6월 25일
  - 대한민국의 전 리그 오브 레전드 프로게이머 하이딘.
  - 대한민국의 배우 김우석.
  - 대한민국의 배우 이지영.
- 6월 26일 - 대한민국의 가수 겸 배우 방수진 (와썹).
- 6월 27일
  - 대한민국의 치어리더 손지해.
  - 미국의 가수 로렌 하우레기.
- 6월 28일
  - 포르투갈의 축구 선수 조엘 카스트루 페레이라.
  - 크로아티아의 테니스 선수 도나 베키치.
- 6월 29일 - 대한민국의 골프 선수 이지현.
- 6월 30일
  - 일본의 야구 선수 오카모토 가즈마.
  - 미국 출신 필리핀의 축구 선수 서리나 볼든.

### 7월
- 7월 1일
  - 러시아의 피겨 스케이팅 선수 아델리나 소트니코바.
  - 대한민국의 양궁 선수 최미선.
  - 대한민국의 리그 오브 레전드 프로게이머 스피릿.
  - 대한민국의 야구 선수 최승민.
- 7월 2일 - 대한민국의 모델 강우수.
- 7월 3일 - 대한민국의 아나운서 이수영.
- 7월 4일 - 대한민국의 래퍼 주호 (SF9).
- 7월 5일
  - 대한민국의 래퍼 재키와이.
  - 일본의 성우 츠무기 리사.
- 7월 6일 - 대한민국의 모델 김보성.
- 7월 7일
  - 대한민국의 가수 윤채경 (에이프릴).
  - 일본의 야구 선수 오지마 가즈야.
- 7월 8일
  - 대한민국의 프로게이머 김영훈.
  - 대한민국의 가수 영은.
- 7월 9일 - 미국의 배우 멕 딜레이시.
- 7월 10일
  - 대한민국의 배우 권아름.
  - 대한민국의 배우 문가영.
- 7월 11일
  - 캐나다의 가수 알레시아 카라.
  - 자메이카 태생 미국의 배우 제이컵 로메로.
- 7월 12일
  - 대한민국의 배우 김해리.
  - 덴마크의 핸드볼 선수 망누스 사우그스트루프.
  - 프랑스의 축구 선수 무사 뎀벨레.
- 7월 14일 - 대한민국의 가수 수빈 (우주소녀).
- 7월 15일
  - 대한민국의 가수 세오.
  - 네덜란드의 축구 선수 비비아너 미데마.
- 7월 16일 - 대한민국의 야구 선수 류효승.
- 7월 17일
  - 대한민국의 배우 서지혜.
  - 대한민국의 래퍼 원우 (세븐틴).
  - 대한민국의 가수 한겸.
  - 대한민국의 아나운서 정영한.
- 7월 18일 - 일본의 성우 나츠카와 시이나.
- 7월 19일 - 대한민국의 가수 오하영 (에이핑크).
- 7월 20일
  - 대한민국의 기상캐스터 황윤진.
  - 대한민국의 농구 선수 김진영.
  - 일본의 축구 선수 요네자와 레이.
- 7월 21일
  - 대한민국의 배우 오세영.
  - 나아지리아의 축구 선수 조 아리보.
- 7월 22일
  - 대한민국의 가수 코발트 그린.
  - 대한민국의 축구 선수 김지현.
- 7월 23일
  - 미국의 싱어송라이터 대니엘 브래드버리.
  - 일본의 체조 선수 다니가와 와타루.
- 7월 24일
  - 대한민국의 뮤지컬 배우 이수빈.
  - 대한민국의 야구 선수 이시원.
- 7월 25일 - 대한민국의 레이싱 모델 윤재이.
- 7월 26일 - 대한민국의 헤어디자이너 가빈.
- 7월 28일
  - 대한민국의 전 배우 이인성.
  - 미국의 농구 선수 이선 알바노.
- 7월 29일
  - 대한민국의 뮤지컬 배우 백중훈.
  - 대한민국의 전직 축구 선수 송준평.
- 7월 30일 - 대한민국의 연극배우 김예진.
- 7월 31일 - 대한민국의 가수 엘리엇비.

### 8월
- 8월 1일
  - 대한민국의 가수 연우 (모모랜드).
  - 프랑스의 배우 루 루아레콜리네.
- 8월 2일 - 대한민국의 유도 선수 강유정.
- 8월 3일
  - 대한민국의 축구 선수 김로만.
  - 일본의 성우, 아이돌 모로하시 사나.
  - 대한민국의 축구 선수 이용혁.
- 8월 4일
  - 대한민국의 축구 선수 김우석.
  - 대한민국의 배우 김정하.
- 8월 5일 - 대한민국의 래퍼 WOODZ (유니크, X1).
- 8월 6일
  - 대한민국의 배우 진예주.
  - 중화인민공화국의 바둑 기사 판팅위.
- 8월 7일
  - 가봉의 축구 선수 아론 부펜자. (~2025년)
  - 대한민국의 가수 로운 (SF9).
  - 대한민국의 가수 와인.
  - 우크라이나의 수영 선수 미하일로 로만추크.
  - 일본의 축구 선수 아라키 하야토.
  - 일본의 축구 선수 구마가이 슌.
- 8월 8일 - 일본의 아이돌 마츠오카 나츠미.
- 8월 9일 - 대한민국의 배우 원덕현.
- 8월 10일 - 대한민국의 가수 은지.
- 8월 11일 - 대한민국의 가수 곽지현.
- 8월 12일
  - 대한민국의 가수 최유진 (CLC).
  - 대한민국의 축구 선수 나상호.
  - 브라질의 축구 선수 아르투르 멜루.
  - 콩고민주공화국의 축구 선수 사뮈엘 무투사미.
- 8월 13일 - 대한민국의 역도 선수 김지혜.
- 8월 14일 - 미국의 배우 브리애나 힐더브랜드.
- 8월 15일 - 대한민국의 가수 조원상.
- 8월 16일
  - 대한민국의 전 프로게이머 김창성.
  - 일본의 성우 사이토 슈카.
  - 대한민국의 유튜버 POWER MOVIE.
  - 미국의 수영 선수 케일럽 드레슬.
- 8월 17일
  - 필리핀의 배우 엘라 크루즈.
  - 일본의 성우 이토 아야사.
- 8월 18일 - 대한민국의 가수 여린.
- 8월 19일
  - 대한민국의 가수 예린 (여자친구).
  - 대한민국의 스키 선수 김소희.
  - 수단 출신 카타르의 축구 선수 알모에즈 알리.
  - 우크라이나의 군인 비탈리 스카쿤. (~2022년)
  - 벨기에의 배우 겸 가수 라우라 테소로.
- 8월 20일 - 대한민국의 가수 마일로.
- 8월 21일 - 대한민국의 가수 정승환.
- 8월 22일
  - 대한민국의 가수 소민 (카드).
  - 스페인의 축구 선수 주니오르 피르포.
- 8월 23일 - 일본의 축구 선수 이데구치 요스케.
- 8월 24일
  - 대한민국의 래퍼 비토 (업텐션).
  - 대한민국의 배우 김현진.
  - 중화인민공화국의 컬링 선수 왕즈위.
- 8월 25일
  - 대한민국의 가수 배유진 (걸카인드).
  - 대한민국의 가수 최석원 (싸이퍼).
  - 대한민국의 배우 백서후.
  - 대한민국의 축구 선수 장윤호 (K리그, 전북 현대 모터스).
  - 대한민국의 축구 선수 홍예지 (WK리그, 현대제철 레드엔젤스).
  - 대한민국의 정치인 박성민.
  - 일본의 아이돌 시부야 나기사. (NMB48)
  - 대한민국의 전직 리그 오브 레전드 프로게이머 린.
- 8월 26일 - 대한민국의 컬링 선수 설예지, 설예은.
- 8월 27일 - 대한민국의 가수 아형.
- 8월 28일 - 대한민국의 가수 김세정 (구구단).
- 8월 29일 - 대한민국의 가수 겸 뮤지컬배우 황우림.
- 8월 30일
  - 대한민국의 리그 오브 레전드 프로게이머 안현국.
  - 말리의 축구 선수 이브 비수마.
- 8월 31일 - 대한민국의 가수 로이.

### 9월
- 9월 1일 - 미국의 배우, 가수 젠데이아.
- 9월 2일
  - 대한민국의 가수 정성하.
  - 대한민국의 가수 한여름.
  - 대한민국의 축구 선수 한채린.
- 9월 3일
  - 대한민국의 가수 조이 (레드벨벳).
  - 대한민국의 스타크래프트 프로게이머 신희범.
  - 대한민국의 아나운서 겸 인플루언서 엄지현.
- 9월 4일 - 대한민국의 배우, 모델 정채율. (~2023년)
- 9월 5일
  - 노르웨이의 가수 시그리드.
  - 대한민국의 가수 루리.
  - 대한민국의 전직 리그 오브 레전드 프로게이머 오뀨.
  - 대한민국의 농구 선수 이명관.
- 9월 6일 - 대한민국의 배우 박세진.
- 9월 7일
  - 대한민국의 컬링 선수 김초희.
  - 대한민국의 배구 선수 하혜진.
- 9월 8일 - 대한민국의 모델 이다은.
- 9월 9일
  - 대한민국의 가수 유희.
  - 대한민국의 전직 리그 오브 레전드 프로게이머 울프.
- 9월 11일 - 대한민국의 배우 김민솔.
- 9월 12일
  - 대한민국의 가수 이찬혁 (악동뮤지션).
  - 대한민국의 래퍼 조광일.
  - 대한민국의 축구 선수 김민정.
  - 우간다의 육상 선수 조슈아 체프테게이.
- 9월 13일
  - 대한민국의 가수 윤민.
  - 미국의 배우 릴리 라인하트.
- 9월 14일
  - 대한민국의 가수 이소율 (다이아).
  - 대한민국의 가수 수빈 (우주소녀).
  - 대한민국의 배우 홍비라.
  - 대한민국의 치어리더 강지유.
- 9월 15일 - 일본의 아이돌 후루하타 나오.
- 9월 16일
  - 일본의 배우 요코하마 류세이.
  - 체코의 펜싱 선수 마르틴 루베시.
- 9월 17일
  - 대한민국의 가수 최영재 (GOT7).
  - 대한민국의 종합격투기 선수 박정은.
  - 영국의 배우 엘라 퍼넬.
  - 대한민국의 배우 김지인.
  - 프랑스의 자동차 경주 선수 에스테반 오콘.
- 9월 18일 - 대한민국의 래퍼 오르내림.
- 9월 19일
  - 대한민국의 가수 김환.
  - 대한민국의 국악인 조수황.
  - 일본의 아이돌 코다마 하루카. (HKT48)
- 9월 20일
  - 대한민국의 축구 선수 황인범.
  - 싱가포르의 육상 선수 샨티 페레이라.
- 9월 21일 - 대한민국의 프로게이머 조재환.
- 9월 22일 - 대한민국의 미스코리아, 기자 이연제. (~2023년)
- 9월 23일
  - 대한민국의 가수 이하이.
  - 대한민국의 가수 김예지.
  - 대한민국의 배우 한도우.
  - 대한민국의 농구 선수 박정현.
  - 대한민국의 쇼트트랙 선수 박지원.
- 9월 24일
  - 대한민국의 배우 한윤지.
  - 대한민국의 작곡가 밤하늘.
- 9월 25일 - 미국의 래퍼, 싱어송라이터 아르마니 화이트.
- 9월 26일
  - 대한민국의 가수 채민.
  - 미국의 프리스타일 스키 선수 제일린 코프.
- 9월 27일
  - 대한민국의 전직 리그 오브 레전드 프로게이머 큐베.
  - 대한민국의 가수 방태연.
- 9월 28일 - 대한민국의 축구 선수 한승규.
- 9월 29일
  - 대한민국의 가수, 음악 프로듀서, DJ (코아 화이트).
  - 독일과 오스트리아 태생 대한민국의 뮤지컬 배우 크리스 영.
- 9월 30일
  - 스위스의 축구 선수 니코 엘베디.
  - 대한민국의 펜싱 선수 오상욱.
  - 대한민국의 성우 유혜지.
  - 스위스의 축구 선수 니코 엘베디.

### 10월
- 10월 1일
  - 대한민국의 배틀그라운드 프로게이머 이노닉스.
  - 대한민국의 댄서, 가수, 래퍼, 안무가 정혜윤.
- 10월 2일 - 대한민국의 축구 선수 김레오.
- 10월 3일 - 나이지리아의 축구 선수 켈레치 이헤아나초.
- 10월 4일
  - 대한민국의 가수 임주안 (TAN) (위인더존).
  - 대한민국의 가수 전지우 (카드).
  - 대한민국의 야구 선수 엄상백.
  - 대한민국의 아나운서 유미라.
  - 영국의 배우 엘라 벌린스카.
  - 미국의 배우 라이언 리.
  - 미국의 모델 벨라 하디드.
- 10월 5일
  - 대한민국의 축구 선수 김경호.
  - 일본의 축구 선수 고이즈미 요시오.
- 10월 6일
  - 대한민국의 배우 최혜경.
  - 대한민국의 프로게임단 지도자 김선웅.
- 10월 7일
  - 영국의 가수 루이스 카팔디.
  - 대한민국의 아나운서 유미라.
  - 대한민국의 가수 앤씨아.
  - 대한민국의 바둑기사 최정.
  - 대한민국의 근대5종 선수 김선우.
  - 대한민국의 전 야구 선수 이도윤.
  - 스페인의 축구 선수 다니 세바요스.
  - 이탈리아의 축구 선수 굴리엘모 비카리오.
- 10월 8일 - 대한민국의 가수 헤즈 (소나무).
- 10월 9일 - 미국의 모델 벨라 하디드.
- 10월 10일
  - 대한민국의 야구 선수 류진욱.
  - 일본의 야구 선수 기시다 유키노리.
  - 가나의 축구 선수 토머스 아그예퐁.
- 10월 11일 - 네덜란드의 축구 선수 리넛 베이렌스테인.
- 10월 12일 - 일본의 가수, 성우 이토 미쿠.
- 10월 13일 - 홍콩의 시민운동가 조슈아 웡.
- 10월 14일 - 대한민국의 배우 강우정.
- 10월 15일
  - 대한민국의 전 래퍼 젤로.
  - 대한민국의 배구 선수 이재영, 이다영.
- 10월 16일
  - 대한민국의 골프 선수 김수지.
  - 대한민국의 배우 김예은.
  - 대한민국의 배우 송영아.
  - 대한민국의 배우 서호철.
  - 아제르바이잔의 리듬체조 선수 라라 유시포바.
  - 중화인민공화국의 테니스 선수 장즈전.
- 10월 17일 - 대한민국의 전직 카트라이더 프로게이머 유영혁.
- 10월 18일 - 대한민국의 배우 원유빈.
- 10월 19일 - 미국의 배우 챈스 퍼도모.
- 10월 20일 - 대한민국의 가수 겸 뮤지컬 배우 라헬. (A.De)
- 10월 21일
  - 대한민국의 가수 박윤솔 (NIK).
  - 대한민국의 배우 서예슬.
- 10월 22일
  - 대한민국의 전 래퍼 B.I (IKON).
  - 대한민국의 가수, 배우 김우린.
  - 대한민국의 리그 오브 레전드 프로게이머 익수.
  - 카타르의 축구 선수 아심 마디보.
- 10월 23일
  - 대한민국의 리그 오브 레전드 프로게이머 최현웅.
  - 대한민국의 프로게이머 김혁규.
  - 중국의 가수 류셰닝.
  - 일본의 배우 소마 사토루.
- 10월 24일
  - 대한민국의 배우 이수경.
  - 대한민국의 야구 선수 최정용.
  - 대한민국의 리그 오브 레전드 프로게이머 소환.
  - 일본의 아이돌 카도와키 카나코.
- 10월 25일
  - 대한민국의 가수 옌안.
  - 미국의 농구 선수 PJ 도지어.
- 10월 27일
  - 대한민국의 가수 우신 (업텐션, X1).
  - 대한민국의 스타크래프트 프로게이머 조중혁.
  - 독일의 축구 선수 나딤 아미리.
- 10월 28일 - 대한민국의 전 피겨 스케이팅 선수 및 뮤지컬 배우 이준우.
- 10월 29일
  - 대한민국의 야구 선수 김지수.
  - 노르웨이의 싱어송라이터 아스트리드 S.
- 10월 30일
  - 대한민국의 배우 김지성.
  - 대한민국의 승마 선수, 범죄자 정유라.
  - 일본의 아이돌 후쿠무라 미즈키.
  - 일본의 가수, 배우 사토 쇼리.
  - 미국의 농구 선수 데빈 부커.
- 10월 31일 - 대한민국의 가수 클루어드.

### 11월
- 11월 1일
  - 그리스의 수영 선수 아포스톨로스 흐리스투.
  - 대한민국의 배우 김민재.
  - 대한민국의 가수 이찬원.
  - 대한민국의 범죄자 전청조.
  - 대한민국의 가수 정연 (트와이스).
  - 대한민국의 배우 정우진.
  - 덴마크의 가수 리네 라르센.
  - 미국의 래퍼 릴 피프. (~2017년)

- 11월 2일 - 대한민국의 리그 오브 레전드 프로게이머 스티치.
- 11월 3일 - 대한민국의 전 가수 미니. (틴트)
- 11월 4일
  - 대한민국의 가수 상연.
  - 대한민국의 가수 메아리.
- 11월 5일 - 일본의 가수 스즈키 코노미.
- 11월 6일
  - 대한민국의 가수 장승연 (CLC).
  - 대한민국의 가수 선율 (업텐션).
- 11월 7일
  - 뉴질랜드의 가수 로드.
  - 일본의 아이돌 오카베 린.
- 11월 8일
  - 대한민국의 배우 최희진.
  - 미국의 배구 선수 야스민 베다르트가니.
- 11월 9일 - 일본의 가수 모모 (트와이스).
- 11월 10일 - 대한민국의 배우 김혜윤.
- 11월 11일
  - 미국의 배우 타이 셰리던.
  - 잉글랜드의 축구 선수 라이언 켄트.
- 11월 12일 - 대한민국의 배구 선수 황택의.
- 11월 13일
  - 중화인민공화국의 레슬링 선수 팡첸위.
  - 대한민국의 가수 아몽.
- 11월 14일
  - 중국의 배우 장뤄난.
  - 미국의 배우 메이슨 구딩.
- 11월 15일
  - 대한민국의 축구 선수 김민재.
  - 일본의 축구 선수 시미즈 리사.
- 11월 16일
  - 일본의 배우 아라타 마켄유.
  - 대한민국의 작곡가 듀이.
- 11월 17일 - 대한민국의 축구 선수 조유민.
- 11월 18일
  - 태국의 가수 SORN (CLC).
  - 대한민국의 피겨스케이팅 선수 이동원.
  - 대한민국의 싱어송라이터 서리.
  - 미국의 배우 노아 링거.
- 11월 19일
  - 대한민국의 축구 선수 이승민.
  - 미국의 배구 선수 셰리단 앳킨슨.
- 11월 20일
  - 대한민국의 가수 최첼로.
  - 대한민국의 범죄자 김태현.
  - 대한민국의 리그 오브 레전드 프로게이머 이그나.
- 11월 21일
  - 대한민국의 가수 진희 (러스티).
  - 대한민국의 전 가수 장소진 (구구단).
  - 대한민국의 컬링 선수 이동형.
- 11월 22일
  - 대한민국의 가수 우지 (세븐틴).
  - 미국의 모델 헤일리 볼드윈.
- 11월 23일
  - 대한민국의 성우 김윤기.
  - 대한민국의 가수 신용국.
  - 잉글랜드의 축구 선수 제임스 매디슨.
- 11월 24일 - 대한민국의 스트리머 및 유튜버 데스퍼.
- 11월 25일
  - 대한민국의 배우 은서우.
  - 보스니아 헤르체고비나의 축구 선수 루카 유리치치.
- 11월 26일
  - 대한민국의 배우 윤찬.
  - 스페인의 축구 선수 마르크 로카.
- 11월 27일
  - 대한민국의 배우 권한솔.
  - 대한민국의 바둑 기사 한승주.
  - 대한민국의 가수 솜혜빈.
  - 일본의 배우 나카오 마사키.
  - 홍콩의 탁구 선수 도우호이캄.
- 11월 28일 - 대한민국의 배우, 유튜버 준교.
- 11월 29일
  - 가나의 축구 선수 로런스 아티지기.
  - 포르투갈의 축구 선수 곤살루 게드스.
  - 대한민국의 피겨 스케이팅 선수 김진서.
- 11월 30일 - 대한민국의 가수 희주.

### 12월
- 12월 1일 - 대한민국의 아나운서 이세령.
- 12월 2일 - 대한민국의 가수 차윤지.
- 12월 3일
  - 대한민국의 가수 배아현.
  - 대한민국의 배우 변서윤.
  - 홍콩의 학생운동가 아그네스 차우.
- 12월 4일
  - 포르투갈의 축구 선수 디오구 조타.
  - 러시아의 리듬체조 선수 다리야 스밧콥스카야.
  - 대한민국의 축구 선수 김영남.
- 12월 5일 - 대한민국의 가수 김영근.
- 12월 7일
  - 대한민국의 태권도 선수 이다빈.
  - 미국의 육상 선수 개브리엘 토머스.
- 12월 8일
  - 대한민국의 가수 다린.
  - 스코틀랜드의 축구 선수 스콧 맥토미니.
- 12월 9일
  - 미국의 가수 알렉사.
  - 홍콩의 가수 비비 (이달의 소녀).
  - 미국의 배우 리아 루이스.
- 12월 10일 - 대한민국의 가수 강다니엘 (워너원).
- 12월 11일
  - 미국의 배우, 가수 헤일리 스타인펠드.
  - 대한민국의 배드민턴 선수 공희용.
- 12월 12일
  - 미국의 배우 루커스 헤지스.
  - 일본의 배우 미야마 카렌.
- 12월 13일 - 대한민국의 가수 이교수.
- 12월 14일 - 독일의 축구 선수 리로이 자네.
- 12월 15일 - 우크라이나의 축구 선수 올렉산드르 진첸코.
- 12월 16일
  - 나이지리아의 축구 선수 윌프레드 은디디,
  - 대한민국의 배우 이우태.
  - 벨라루스의 바이애슬론 선수 안톤 스몰스키.
  - 스페인의 축구 선수 세르히오 레길론.
- 12월 17일 - 러시아의 피겨 스케이팅 선수 옐리자베타 툭타미셰바.
- 12월 18일
  - 대한민국의 가수 유오.
  - 대한민국의 배우 안재성.
  - 대한민국의 전 야구 선수 김동진.
- 12월 19일
  - 일본의 펜싱 선수 마쓰야마 교스케.
  - 코트디부아르의 축구 선수 프랑크 케시에.
- 12월 20일 - 일본의 모델 카타세 미즈키. (~2023년)
- 12월 21일
  - 대한민국의 가수 김도희 (소나무).
  - 미국의 배우 케이틀린 디버.
  - 잉글랜드의 축구 선수 벤 칠웰.
  - 일본의 아이돌 마자링. (AKB48)
- 12월 22일 - 대한민국의 가수 천진 (마이틴).
- 12월 23일
  - 대한민국의 래퍼 우원재.
  - 대한민국의 축구 선수 박창준.
- 12월 24일 - 일본의 배우, 가수 모모노기 카나.
- 12월 25일 - 대한민국의 가수 디타(시크릿넘버).
- 12월 26일
  - 일본의 배우 마츠이 아이리.
  - 일본의 배우, 모델 야마야 카스미.
  - 대한민국의 배우 권지우.
  - 대한민국의 프로게이머 김기용.
- 12월 27일 - 대한민국의 야구 선수 송우현.
- 12월 28일
  - 러시아의 가수, 모델 안젤리나 다닐로바.
  - 프랑스의 축구 선수 탕기 은돔벨레.
  - 일본의 가수 후지타 나나. (AKB48)
- 12월 29일 - 일본의 가수 사나 (트와이스).
- 12월 30일
  - 대한민국의 리그 오브 레전드 프로게이머 도인비.
  - 중국의 배우, 가수 쟝쩐위.
- 12월 31일
  - 대한민국의 가수 유수.
  - 대한민국의 전직 리그 오브 레전드 프로게이머 운타라.
  - 일본의 아이돌 오오타 리오나.

### 미상
- 조선민주주의인민공화국의 탁구 선수 김남해.
- 대한민국의 래퍼 루시갱.
- 대한민국의 가수 박준혁.
- 대한민국의 배우 염아란.
- 대한민국의 가수 서경덕.
- 대한민국의 작곡가, 가수 제휘.
- 대한민국의 작곡가, DJ, 음악 프로듀서 노마드.
- 대한민국의 가수 이서진.
- 미국의 수영 선수 시몬 매뉴얼.
- 대한민국의 가수 소피.
- 대한민국의 가수 정재승.
- 대한민국의 리그 오브 레전드 프로게이머 크레이지.
- 대한민국의 배우 강민지.
- 대한민국의 전 야구 선수 김성현.
- 대한민국의 가수 박진희.
- 대한민국의 농구 선수 정진욱.
- 대한민국의 전 농구 선수 김민정.
- 대한민국의 배우, 가수 유지연.
- 일본의 육상 선수 시라이시 키라라.

## 사망

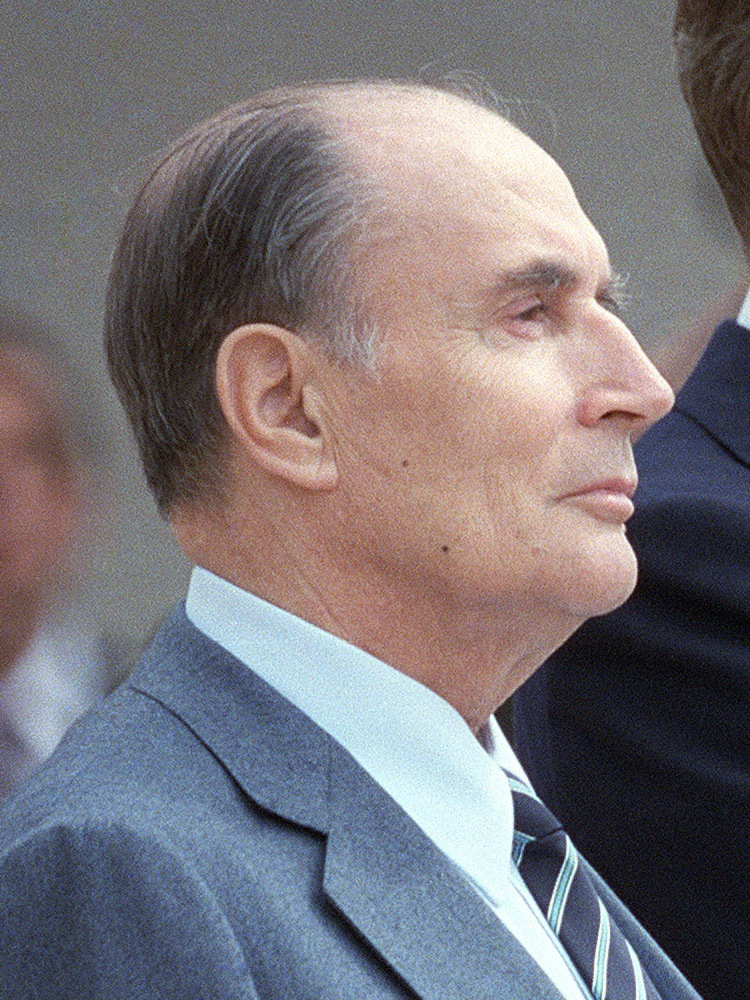
프랑수아 미테랑

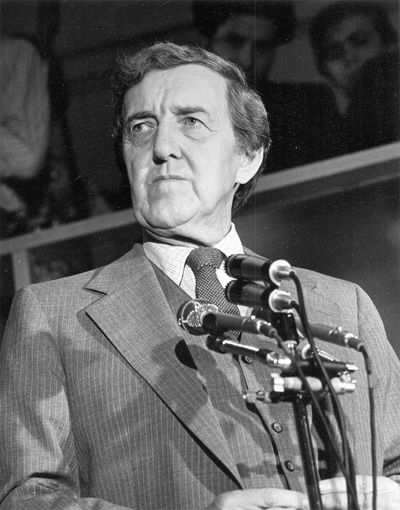
에드먼드 머스키

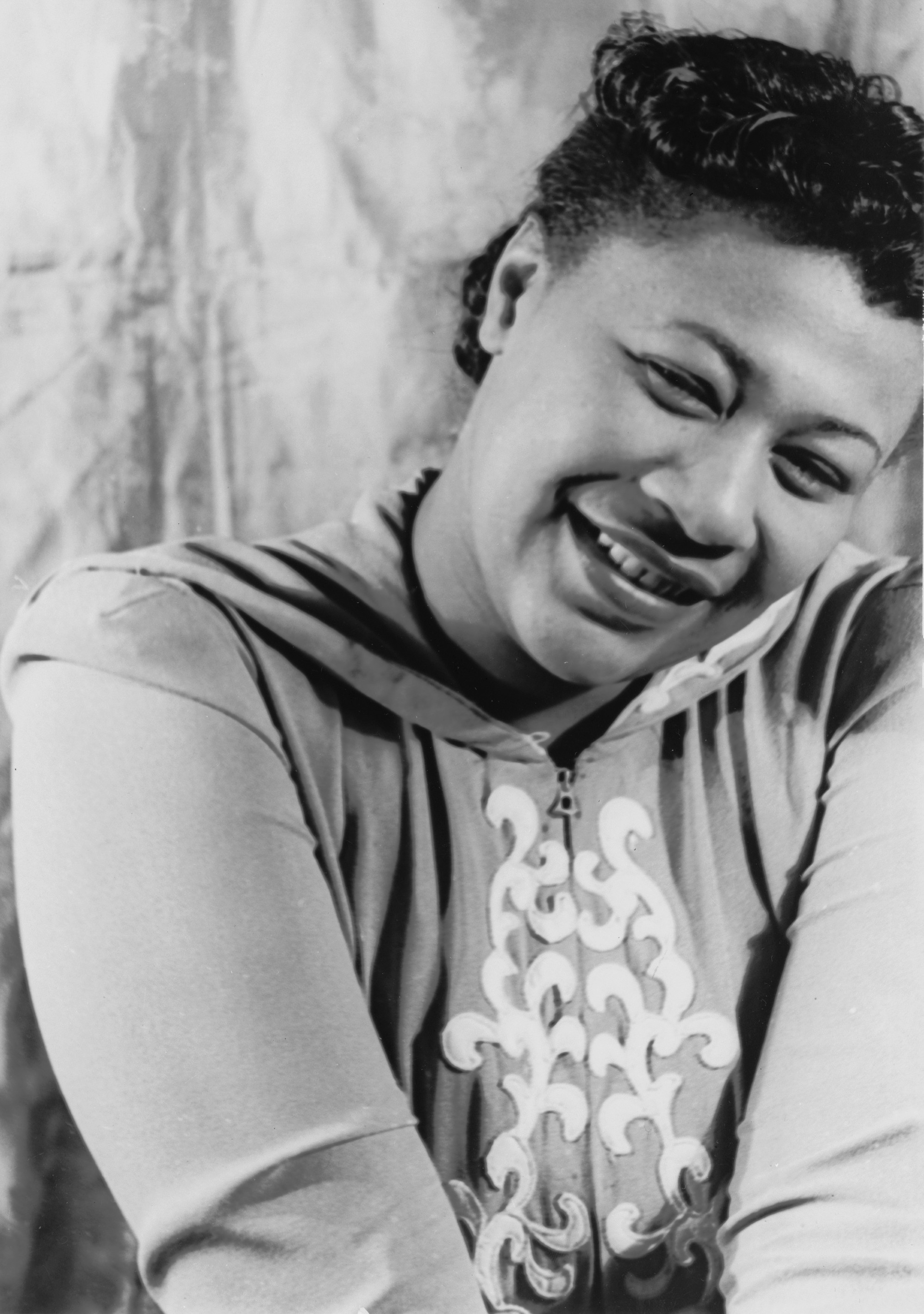
엘라 피츠제럴드

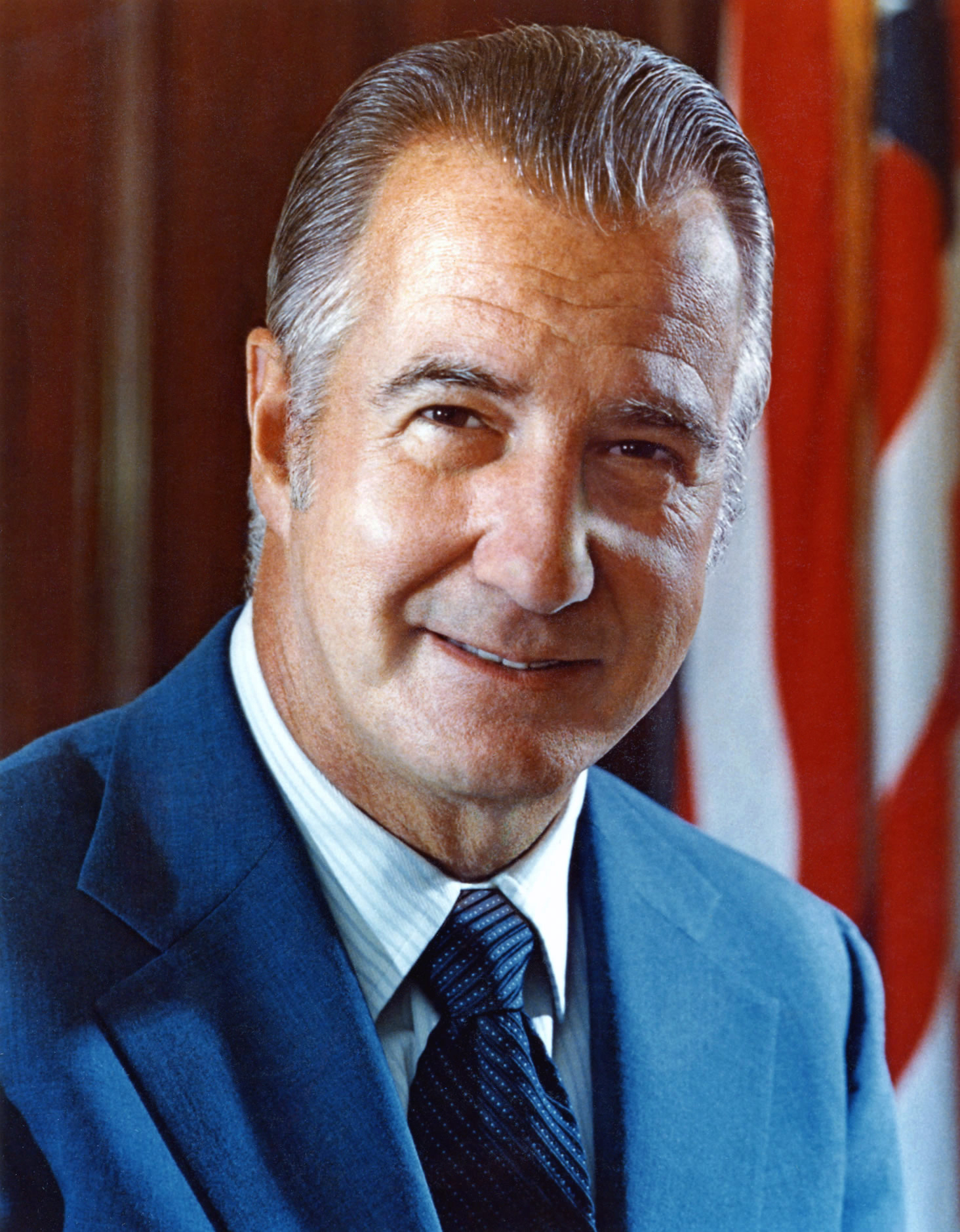
스피로 애그뉴

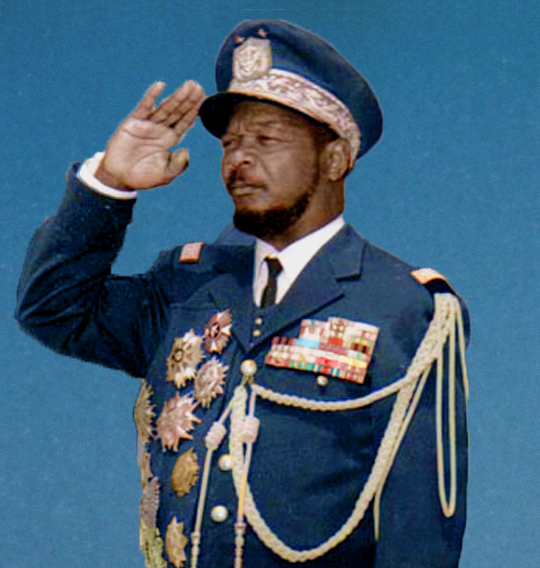
장베델 보카사

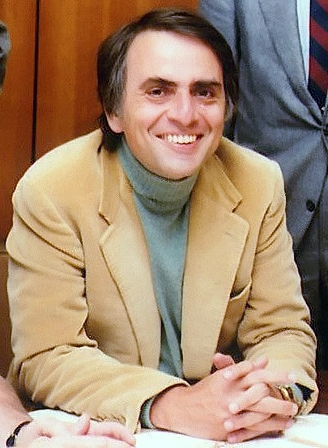
칼 세이건

- 1월 1일 - 대한민국의 가수 서지원. (1976년~)
- 1월 6일 - 대한민국의 가수 김광석. (1964년~)
- 1월 7일 - 일제 강점기 시인 겸 소설가 백석. (1912년~)
- 1월 8일 - 프랑스의 제21대 대통령 프랑수아 미테랑. (1916년~)
- 2월 2일 - 미국의 배우 진 켈리. (1912년~)
- 3월 3일 - 프랑스의 작가, 영화 감독 마르그리트 뒤라스. (1914년~)
- 3월 13일 - 폴란드의 영화 감독 크쥐시토프 키에슬로프스키. (1941년~)
- 3월 15일 - 일본의 내각총리 요시다 시게루의 딸, 아소 다로의 어머니 아소 가즈코. (~1915년)
- 3월 17일 - 프랑스의 영화감독 르네 클레망. (1913년~)
- 3월 26일 - 미국의 정치인 에드먼드 머스키. (1914년~)
- 4월 3일 - 미국의 정치인, 클리블랜드의 첫 흑인 시장 칼 스토크스. (1927년~)
- 6월 14일 - 미국의 재즈 가수 엘라 피츠제럴드. (1917년~)
- 6월 25일 - 대한민국의 승려 서경보. (1914년~)
- 9월 13일 - 미국의 랩퍼 투팍 샤커. (1971년~)
- 9월 17일 - 미국의 정치인 스피로 애그뉴. (1918년~)
- 9월 20일 - 헝가리의 수학자 에르되시 팔. (1913년~)
- 9월 23일 - 일본의 만화가 후지코 F. 후지오. (1933년~)
- 9월 28일 - 아프가니스탄의 정치인 모하마드 나지불라. (1947년~)
- 10월 4일 - 이탈리아의 축구 선수, 축구 감독 실비오 피올라. (1913년~)
- 10월 11일 - 핀란드의 수학자, 필즈상 수상자 라르스 알포르스. (1907년~)
- 10월 23일 - 대한민국의 군인 안두희. (1917년~)
- 11월 2일 - 중앙아프리카공화국의 독재자 장베델 보카사. (1921년~)
- 12월 13일 - 이탈리아의 아랍학자 프란체스코 가브리엘리. (1904년~)
- 12월 19일 - 이탈리아의 배우 마르첼로 마스트로이안니. (1924년~)
- 12월 20일 - 미국의 천문학자 칼 세이건. (1934년~)
- 12월 25일 - 미국의 살인 피해자 존베네 램지. (1990년~)

## 노벨상
- 경제학상: 제임스 A. 멀리스, 윌리엄 비크리
- 문학상: 비스와바 심보르스카
- 물리학상: 데이비드 M. 리, 더글러스 D. 오셔로프, 로버트 D. 리처드슨
- 생리학 및 의학상: 피터 C. 도어티, 롤프 M. 칭커나겔
- 평화상: 카를루스 필리프 시메느스 벨루, 주제 라모스 오르타
- 화학상: 로버트 F. 컬, 해럴드 W. 크로토, 리처드 E. 스몰리

## 달력
| 1월 |    |    |    |    |    |    |
| 일  | 월 | 화 | 수 | 목 | 금 | 토 |
|     | 1  | 2  | 3  | 4  | 5  | 6  |
| 7   | 8  | 9  | 10 | 11 | 12 | 13 |
| 14  | 15 | 16 | 17 | 18 | 19 | 20 |
| 21  | 22 | 23 | 24 | 25 | 26 | 27 |
| 28  | 29 | 30 | 31 |    |    |    |

| 2월 |    |    |    |    |    |    |
| 일  | 월 | 화 | 수 | 목 | 금 | 토 |
|     |    |    |    | 1  | 2  | 3  |
| 4   | 5  | 6  | 7  | 8  | 9  | 10 |
| 11  | 12 | 13 | 14 | 15 | 16 | 17 |
| 18  | 19 | 20 | 21 | 22 | 23 | 24 |
| 25  | 26 | 27 | 28 | 29 |    |    |

| 3월 |    |    |    |    |    |    |
| 일  | 월 | 화 | 수 | 목 | 금 | 토 |
|     |    |    |    |    | 1  | 2  |
| 3   | 4  | 5  | 6  | 7  | 8  | 9  |
| 10  | 11 | 12 | 13 | 14 | 15 | 16 |
| 17  | 18 | 19 | 20 | 21 | 22 | 23 |
| 24  | 25 | 26 | 27 | 28 | 29 | 30 |
| 31  |    |    |    |    |    |    |

| 4월 |    |    |    |    |    |    |
| 일  | 월 | 화 | 수 | 목 | 금 | 토 |
|     | 1  | 2  | 3  | 4  | 5  | 6  |
| 7   | 8  | 9  | 10 | 11 | 12 | 13 |
| 14  | 15 | 16 | 17 | 18 | 19 | 20 |
| 21  | 22 | 23 | 24 | 25 | 26 | 27 |
| 28  | 29 | 30 |    |    |    |    |

| 5월 |    |    |    |    |    |    |
| 일  | 월 | 화 | 수 | 목 | 금 | 토 |
|     |    |    | 1  | 2  | 3  | 4  |
| 5   | 6  | 7  | 8  | 9  | 10 | 11 |
| 12  | 13 | 14 | 15 | 16 | 17 | 18 |
| 19  | 20 | 21 | 22 | 23 | 24 | 25 |
| 26  | 27 | 28 | 29 | 30 | 31 |    |

| 6월 |    |    |    |    |    |    |
| 일  | 월 | 화 | 수 | 목 | 금 | 토 |
|     |    |    |    |    |    | 1  |
| 2   | 3  | 4  | 5  | 6  | 7  | 8  |
| 9   | 10 | 11 | 12 | 13 | 14 | 15 |
| 16  | 17 | 18 | 19 | 20 | 21 | 22 |
| 23  | 24 | 25 | 26 | 27 | 28 | 29 |
| 30  |    |    |    |    |    |    |

| 7월 |    |    |    |    |    |    |
| 일  | 월 | 화 | 수 | 목 | 금 | 토 |
|     | 1  | 2  | 3  | 4  | 5  | 6  |
| 7   | 8  | 9  | 10 | 11 | 12 | 13 |
| 14  | 15 | 16 | 17 | 18 | 19 | 20 |
| 21  | 22 | 23 | 24 | 25 | 26 | 27 |
| 28  | 29 | 30 | 31 |    |    |    |

| 8월 |    |    |    |    |    |    |
| 일  | 월 | 화 | 수 | 목 | 금 | 토 |
|     |    |    |    | 1  | 2  | 3  |
| 4   | 5  | 6  | 7  | 8  | 9  | 10 |
| 11  | 12 | 13 | 14 | 15 | 16 | 17 |
| 18  | 19 | 20 | 21 | 22 | 23 | 24 |
| 25  | 26 | 27 | 28 | 29 | 30 | 31 |

| 9월 |    |    |    |    |    |    |
| 일  | 월 | 화 | 수 | 목 | 금 | 토 |
| 1   | 2  | 3  | 4  | 5  | 6  | 7  |
| 8   | 9  | 10 | 11 | 12 | 13 | 14 |
| 15  | 16 | 17 | 18 | 19 | 20 | 21 |
| 22  | 23 | 24 | 25 | 26 | 27 | 28 |
| 29  | 30 |    |    |    |    |    |

| 10월 |    |    |    |    |    |    |
| 일   | 월 | 화 | 수 | 목 | 금 | 토 |
|      |    | 1  | 2  | 3  | 4  | 5  |
| 6    | 7  | 8  | 9  | 10 | 11 | 12 |
| 13   | 14 | 15 | 16 | 17 | 18 | 19 |
| 20   | 21 | 22 | 23 | 24 | 25 | 26 |
| 27   | 28 | 29 | 30 | 31 |    |    |

| 11월 |    |    |    |    |    |    |
| 일   | 월 | 화 | 수 | 목 | 금 | 토 |
|      |    |    |    |    | 1  | 2  |
| 3    | 4  | 5  | 6  | 7  | 8  | 9  |
| 10   | 11 | 12 | 13 | 14 | 15 | 16 |
| 17   | 18 | 19 | 20 | 21 | 22 | 23 |
| 24   | 25 | 26 | 27 | 28 | 29 | 30 |

| 12월 |    |    |    |    |    |    |
| 일   | 월 | 화 | 수 | 목 | 금 | 토 |
| 1    | 2  | 3  | 4  | 5  | 6  | 7  |
| 8    | 9  | 10 | 11 | 12 | 13 | 14 |
| 15   | 16 | 17 | 18 | 19 | 20 | 21 |
| 22   | 23 | 24 | 25 | 26 | 27 | 28 |
| 29   | 30 | 31 |    |    |    |    |

### 음양력 대조 일람
| 음력월 | 월건 | 대소 | 음력 1일의 양력 월일 | 음력 1일 간지 |
| ------ | ---- | ---- | -------------------- | ------------- |
| 1월    | 경인 | 소   | 2월 19일             | 병술          |
| 2월    | 신묘 | 대   | 3월 19일             | 을묘          |
| 3월    | 임진 | 소   | 4월 18일             | 을유          |
| 4월    | 계사 | 대   | 5월 17일             | 갑인          |
| 5월    | 갑오 | 대   | 6월 16일             | 갑신          |
| 6월    | 을미 | 소   | 7월 16일             | 갑인          |
| 7월    | 병신 | 대   | 8월 14일             | 계미          |
| 8월    | 정유 | 소   | 9월 13일             | 계축          |
| 9월    | 무술 | 대   | 10월 12일            | 임오          |
| 10월   | 기해 | 대   | 11월 11일            | 임자          |
| 11월   | 경자 | 소   | 12월 11일            | 임오          |
| 12월   | 신축 | 대   | 1997년 1월 9일       | 신해          |